# Сант'Анджело Ле Фрате
Сант'А̀ндело ле Фра̀те (на италиански: Sant'Angelo Le Fratte) е село и община в Южна Италия, провинция Потенца, регион Базиликата. Разположено е на 560 m надморска височина. Населението на общината е 1426 души (към 2013 г.).